# 固镇瓷窑址
固镇瓷窑址位于中国山西省运城市河津市樊村镇固镇村西及西北。

## 保护
2021年8月4日，固镇瓷窑址公布为第六批山西省文物保护单位，古遗址类，年代为宋、金，编号6-30。	